# Formule 1 v roce 1991
Ve Formuli 1 v roce 1991 se opět uskutečnilo celkem 16 závodů Grand Prix. Mistrem světa se stal znovu, již potřetí Ayrton Senna s vozem McLaren-Honda MP4/6, Pohár konstruktérů znovu obhájila stáj McLaren.

## Pravidla
- Boduje prvních šest jezdců podle klíče:
  - 1. 9 bodů
  - 2. 6 bodů
  - 3. 4 body
  - 4. 3 body
  - 5. 2 body
  - 6. 1 bod

- Motory – 3500 cc jen atmosférické, maximálně 12 válců.
- Hmotnostní limit minimálně 575 kg
- Kvalifikace – do závodu se kvalifikuje 26 nejrychlejších vozů
- Před kvalifikace – Do kvalifikace je puštěno jen 30 vozů.

## Složení týmů
| Číslo                                               | Pilot                                                                                  | Konstruktér                                                                            | Lidé v týmu |
| --------------------------------------------------- | -------------------------------------------------------------------------------------- | -------------------------------------------------------------------------------------- | --- |
| McLaren (Honda Marlboro McLaren)                    | McLaren (Honda Marlboro McLaren)                                                       | Model: MP4/6 Motor: Honda RA121E 3.5 V12 Pneumatiky: Goodyear                          | Model: MP4/6 Motor: Honda RA121E 3.5 V12 Pneumatiky: Goodyear |
| 1 2                                                 | Ayrton Senna Gerhard Berger                                                            | Neil Oatley                                                                            | Tyler Alexander/Robert Bell/Henri Durand/Tim Goss Dieter Gundel/Steve Hallam/Matthew Jeffreys/Paul Monaghan David North/Peter Prodromou/James Robinson/Gary Savage Martin Whitmarsh |
| Tyrrell (Braun Tyrrell Honda)                       | Tyrrell (Braun Tyrrell Honda)                                                          | Model: 020 Motor: Honda RA101E 3.5 V10 Pneumatiky: Pirelli                             | Model: 020 Motor: Honda RA101E 3.5 V10 Pneumatiky: Pirelli |
| 3 4                                                 | Satoru Nakadžima Stefano Modena                                                        | Harvey Postlethwaite George Ryton                                                      | Mike Gascoyne |
| Williams (Canon Williams Team)                      | Williams (Canon Williams Team)                                                         | Model: FW14 Motor: Renault RS3 3.5 V10 Pneumatiky: Goodyear                            | Model: FW14 Motor: Renault RS3 3.5 V10 Pneumatiky: Goodyear |
| 5 6                                                 | Nigel Mansell Riccardo Patrese                                                         | Patrick Head Adrian Newey                                                              | David Brown/Gavin Fisher/Eghbal Hamidy/Paddy Lowe Brian O'Rourke/Tim Preston/John Russell/Geoff Willis                                                                              |
| Brabham (Motor Racing Developments Ltd)             | Brabham (Motor Racing Developments Ltd)                                                | Model: BT59Y/BT60Y Motor: Yamaha OX99 3.5 V12 Pneumatiky: Pirelli                      | Model: BT59Y/BT60Y Motor: Yamaha OX99 3.5 V12 Pneumatiky: Pirelli |
| 7 8                                                 | Martin Brundle Mark Blundell                                                           | Sergio Rinland Tim Densham                                                             | Andy Brown |
| Arrows Footwork (Footwork Grand Prix International) | Arrows Footwork (Footwork Grand Prix International)                                    | Model: A11C / FA12 Motor: Porsche 3.5 V12 Ford Cosworth DFR 3.5 V8 Pneumatiky: Pirelli | Model: A11C / FA12 Motor: Porsche 3.5 V12 Ford Cosworth DFR 3.5 V8 Pneumatiky: Pirelli                                                                                              |
| 9 10                                                | Michele Alboreto Alex Caffi Stefan Johansson                                           | Ross Brawn Alan Jenkins                                                                | Paul Bowen Allen McDonald Rod Nelson |
| Lotus (Team Lotus)                                  | Lotus (Team Lotus)                                                                     | Model: 102B Motor: Judd EV 3.5 V8 Pneumatiky: Goodyear                                 | Model: 102B Motor: Judd EV 3.5 V8 Pneumatiky: Goodyear |
| 11 12                                               | Mika Häkkinen Julian Bailey Johnny Herbert Michael Bartels                             | Enrique Scalabroni Frank Coppuck                                                       | John Davis Peter Wright (manažer) |
| Fondmetal (Fondmetal F1 SpA)                        | Fondmetal (Fondmetal F1 SpA)                                                           | Model: F1 / FA1M-E Motor: Ford Cosworth DFR (Hart) 3.5 V8 Pneumatiky: Goodyear         | Model: F1 / FA1M-E Motor: Ford Cosworth DFR (Hart) 3.5 V8 Pneumatiky: Goodyear |
| 14                                                  | Olivier Grouillard Gabriele Tarquini                                                   | Robin Herd Tim Holloway Antonio Tomaini                                                | Ricardo Divila Seamus Mullarkey |
| Leyton House(Leyton House Racing)                   | Leyton House(Leyton House Racing)                                                      | Model: CG911 Motor: Ilmor 2175A 3.5 V10 Pneumatiky: Goodyear                           | Model: CG911 Motor: Ilmor 2175A 3.5 V10 Pneumatiky: Goodyear |
| 15 16                                               | Mauricio Gugelmin Ivan Capelli Karl Wendlinger                                         | Chris Murphy Gustav Brunner                                                            | Jock Clear/Gordon Coppuck Jean-Paul Gousset Colin McGrory |
| AGS(Automobiles Gonfaronaise Sportive)              | AGS(Automobiles Gonfaronaise Sportive)                                                 | Model: JH25 / JH25B/ JH27 Motor: Ford Cosworth DFR 3.5 V8 Pneumatiky: Goodyear         | Model: JH25 / JH25B/ JH27 Motor: Ford Cosworth DFR 3.5 V8 Pneumatiky: Goodyear |
| 17 18                                               | Gabriele Tarquini Olivier Grouillard Stefan Johansson Fabrizio Barbazza                | Michel Costa Christian Vanderpleyn Mario Tollentino                                    | Loïc David/Jean-François Sinteff |
| Benetton (Camel Benetton Ford)                      | Benetton (Camel Benetton Ford)                                                         | Model: B190B / B191 Motor: Ford Cosworth HB5 3.5 V8 Pneumatiky: Pirelli                | Model: B190B / B191 Motor: Ford Cosworth HB5 3.5 V8 Pneumatiky: Pirelli |
| 19 20                                               | Roberto Moreno Michael Schumacher Nelson Piquet                                        | John Barnard Rory Byrne Mike Coughlan                                                  | James Allison/Giorgio Ascanelli/Tad Czapski/Pat Fry Mark Handford/Gordon Kimball/Andy le Fleming/Alan Permane Christian Silk/Robert Taylor                                          |
| Dallara(BMS Scuderia Italia)                        | Dallara(BMS Scuderia Italia)                                                           | Model: BMS-191 Motor: Judd GV 3.5 V10 Pneumatiky: Pirelli                              | Model: BMS-191 Motor: Judd GV 3.5 V10 Pneumatiky: Pirelli |
| 21 22                                               | Emanuele Pirro JJ Lehto                                                                | Gianpaolo Dallara                                                                      | Nigel Couperthwaite |
| Minardi (Minardi Team)                              | Minardi (Minardi Team)                                                                 | Model: M191 Motor: Ferrari 037 3.5 V12 Pneumatiky: Goodyear                            | Model: M191 Motor: Ferrari 037 3.5 V12 Pneumatiky: Goodyear |
| 23 24                                               | Pierluigi Martini Gianni Morbidelli Roberto Moreno                                     | Aldo Costa Rene Hilhorst                                                               | Mauro Gennari/Gabriele Tredozi |
| Ligier(Ligier Gitanes)                              | Ligier(Ligier Gitanes)                                                                 | Model: JS 35 / JS 35B Motor: Lamborghini 3512 3.5 V12 Pneumatiky: Goodyear             | Model: JS 35 / JS 35B Motor: Lamborghini 3512 3.5 V12 Pneumatiky: Goodyear |
| 25 26                                               | Thierry Boutsen Erik Comas                                                             | Michel Beaujon Franck Dernie                                                           | Gilles Alegoet/ Loïc Bigois/ Steve Clark/ Frederic Coisnon Paul Crooks/ Gérard Ducarouge/ Didier Perrin/ Ian Pocock                                                                 |
| Ferrari (Scuderia Ferrari SpA)                      | Ferrari (Scuderia Ferrari SpA)                                                         | Model: 642 / 643 Motor: Ferrari 037 3.5 V12 Pneumatiky: Goodyear                       | Model: 642 / 643 Motor: Ferrari 037 3.5 V12 Pneumatiky: Goodyear |
| 27 28                                               | Gianni Morbidelli Alain Prost Jean Alesi                                               | Steve Nichols Jean-Claude Migeot                                                       | Mario Almondo/ Luca Baldisseri/ Pier Guido Castelli/ Roberto Dalla Gianfranco Fantuzzi/ Stefano Govoni/ Claudio Lombardi Luca Marmorini/ Luigi Mazzola/ Nicolo Petrucci             |
| Larousse Lola(Larrousse F1)                         | Larousse Lola(Larrousse F1)                                                            | Model: LC91 Motor: Ford Cosworth DFR 3.5 V8 Pneumatiky: Goodyear                       | Model: LC91 Motor: Ford Cosworth DFR 3.5 V8 Pneumatiky: Goodyear |
| 29 30                                               | Eric Bernard Bertrand Gachot Aguri Suzuki                                              | Eric Broadley                                                                          | Tino Belli/ Stephen Taylor/ Michel Tetu |
| Coloni (Coloni Racing Srl)                          | Coloni (Coloni Racing Srl)                                                             | Model: C4 Motor: Ford Cosworth DFR (Mader) 3.5 V8 Pneumatiky: Goodyear                 | Model: C4 Motor: Ford Cosworth DFR (Mader) 3.5 V8 Pneumatiky: Goodyear |
| 31                                                  | Pedro Matos Chaves Naoki Hattori                                                       | Christian Vanderpleyn                                                                  | |
| Jordan(Team 7Up Jordan)                             | Jordan(Team 7Up Jordan)                                                                | Model: 191 Motor: Ford Cosworth HB4 3.5 V8 Pneumatiky: Goodyear                        | Model: 191 Motor: Ford Cosworth HB4 3.5 V8 Pneumatiky: Goodyear |
| 32 33                                               | Bertrand Gachot Alessandro Zanardi Michael Schumacher Roberto Moreno Andrea de Cesaris | Gary Anderson Andrew Green                                                             | John McQuilliam/ Mark Smith |
| Modena Team (Modena Team SpA)                       | Modena Team (Modena Team SpA)                                                          | Model: 291 Motor: Lamborghini 3512 3.5 V12 Pneumatiky: Goodyear                        | Model: 291 Motor: Lamborghini 3512 3.5 V12 Pneumatiky: Goodyear |
| 34 35                                               | Nicola Larini Eric van de Poele                                                        | Mauro Forghieri                                                                        | Mariano Alperin |

- Seznam jezdců Formule 1
- Seznam konstruktérů Formule 1

## Velké ceny
| Datum              | Grand Prix                                  | Náhled | Akce             | Jezdec                       | Vůz                   | Stav MS      |
| ------------------ | ------------------------------------------- | ------ | ---------------- | ---------------------------- | --------------------- | ------------ |
| 1. GP 10. březen   | USA Phoenix (Výsledky)                      |        | Závod            | Ayrton Senna                 | McLaren-Honda MP4/6   | Ayrton Senna |
| 1. GP 10. březen   | USA Phoenix (Výsledky)                      | Kolo   | Jean Alesi       | Ferrari 642                  |                       | Ayrton Senna |
| 1. GP 10. březen   | USA Phoenix (Výsledky)                      | Pole   | Ayrton Senna     | McLaren-Honda MP4/6          |                       | Ayrton Senna |
| 2. GP 24. březen   | Brazílie Interlagos (Výsledky)              |        | Závod            | Ayrton Senna                 | McLaren-Honda MP4/6   | Ayrton Senna |
| 2. GP 24. březen   | Brazílie Interlagos (Výsledky)              | Kolo   | Nigel Mansell    | Williams-Renault FW14        |                       | Ayrton Senna |
| 2. GP 24. březen   | Brazílie Interlagos (Výsledky)              | Pole   | Ayrton Senna     | McLaren-Honda MP4/6          |                       | Ayrton Senna |
| 3. GP 28. duben    | San Marino Imola (Výsledky)                 |        | Závod            | Ayrton Senna                 | McLaren-Honda MP4/6   | Ayrton Senna |
| 3. GP 28. duben    | San Marino Imola (Výsledky)                 | Kolo   | Gerhard Berger   | Benetton-Ford Cosworth B190  |                       | Ayrton Senna |
| 3. GP 28. duben    | San Marino Imola (Výsledky)                 | Pole   | Ayrton Senna     | McLaren-Honda MP4/6          |                       | Ayrton Senna |
| 4. GP 12. květen   | Monako Circuit de Monaco (Výsledky)         |        | Závod            | Ayrton Senna                 | McLaren-Honda MP4/6   | Ayrton Senna |
| 4. GP 12. květen   | Monako Circuit de Monaco (Výsledky)         | Kolo   | Alain Prost      | Ferrari 642                  |                       | Ayrton Senna |
| 4. GP 12. květen   | Monako Circuit de Monaco (Výsledky)         | Pole   | Ayrton Senna     | McLaren-Honda MP4/6          |                       | Ayrton Senna |
| 5. GP 2. červen    | Kanada Circuit Gilles Villeneuve (Výsledky) |        | Závod            | Nelson Piquet                | McLaren-Honda MP4/5B  | Ayrton Senna |
| 5. GP 2. červen    | Kanada Circuit Gilles Villeneuve (Výsledky) | Kolo   | Nigel Mansell    | Williams-Renault FW14        |                       | Ayrton Senna |
| 5. GP 2. červen    | Kanada Circuit Gilles Villeneuve (Výsledky) | Pole   | Riccardo Patrese | Williams-Renault FW14        |                       | Ayrton Senna |
| 6. GP 16. červen   | Mexiko Hermanos Rodríguez (Výsledky)        |        | Závod            | Riccardo Patrese             | Williams-Renault FW14 | Ayrton Senna |
| 6. GP 16. červen   | Mexiko Hermanos Rodríguez (Výsledky)        | Kolo   | Nigel Mansell    | Williams-Renault FW14        |                       | Ayrton Senna |
| 6. GP 16. červen   | Mexiko Hermanos Rodríguez (Výsledky)        | Pole   | Riccardo Patrese | Williams-Renault FW14        |                       | Ayrton Senna |
| 7. GP 7. červenec  | Francie Magny-Cours (Výsledky)              |        | Závod            | Nigel Mansell                | Williams-Renault FW14 | Ayrton Senna |
| 7. GP 7. červenec  | Francie Magny-Cours (Výsledky)              | Kolo   | Nigel Mansell    | Williams-Renault FW14        |                       | Ayrton Senna |
| 7. GP 7. červenec  | Francie Magny-Cours (Výsledky)              | Pole   | Riccardo Patrese | Williams-Renault FW14        |                       | Ayrton Senna |
| 8. GP 14. červenec | Velká Británie Silverstone (Výsledky)       |        | Závod            | Nigel Mansell                | Williams-Renault FW14 | Ayrton Senna |
| 8. GP 14. červenec | Velká Británie Silverstone (Výsledky)       | Kolo   | Nigel Mansell    | Williams-Renault FW14        |                       | Ayrton Senna |
| 8. GP 14. červenec | Velká Británie Silverstone (Výsledky)       | Pole   | Nigel Mansell    | Williams-Renault FW14        |                       | Ayrton Senna |
| 9. GP 28. červenec | Německo Hockenheimring (Výsledky)           |        | Závod            | Nigel Mansell                | Williams-Renault FW14 | Ayrton Senna |
| 9. GP 28. červenec | Německo Hockenheimring (Výsledky)           | Kolo   | Riccardo Patrese | Williams-Renault FW14        |                       | Ayrton Senna |
| 9. GP 28. červenec | Německo Hockenheimring (Výsledky)           | Pole   | Nigel Mansell    | McLaren-Honda MP4/5B         |                       | Ayrton Senna |
| 10. GP 11. srpen   | Maďarsko Hungaroring (Výsledky)             |        | Závod            | Ayrton Senna                 | McLaren-Honda MP4/6   | Ayrton Senna |
| 10. GP 11. srpen   | Maďarsko Hungaroring (Výsledky)             | Kolo   | Bertrand Gachot  | Lola-Ford Cosworth 91        |                       | Ayrton Senna |
| 10. GP 11. srpen   | Maďarsko Hungaroring (Výsledky)             | Pole   | Ayrton Senna     | McLaren-Honda MP4/6          |                       | Ayrton Senna |
| 11. GP 25. srpen   | Belgie Spa-Francorchamps (Výsledky)         |        | Závod            | Ayrton Senna                 | McLaren-Honda MP4/6   | Ayrton Senna |
| 11. GP 25. srpen   | Belgie Spa-Francorchamps (Výsledky)         | Kolo   | Roberto Moreno   | Benetton-Ford Cosworth B190B |                       | Ayrton Senna |
| 11. GP 25. srpen   | Belgie Spa-Francorchamps (Výsledky)         | Pole   | Ayrton Senna     | McLaren-Honda MP4/6          |                       | Ayrton Senna |
| 12. GP 8. září     | Itálie Monza (Výsledky)                     |        | Závod            | Nigel Mansell                | Williams-Renault FW14 | Ayrton Senna |
| 12. GP 8. září     | Itálie Monza (Výsledky)                     | Kolo   | Ayrton Senna     | McLaren-Honda MP4/6          |                       | Ayrton Senna |
| 12. GP 8. září     | Itálie Monza (Výsledky)                     | Pole   | Ayrton Senna     | McLaren-Honda MP4/6          |                       | Ayrton Senna |
| 13. GP 22. září    | Portugalsko Estoril (Výsledky)              |        | Závod            | Riccardo Patrese             | Williams-Renault FW14 | Ayrton Senna |
| 13. GP 22. září    | Portugalsko Estoril (Výsledky)              | Kolo   | Nigel Mansell    | Williams-Renault FW14        |                       | Ayrton Senna |
| 13. GP 22. září    | Portugalsko Estoril (Výsledky)              | Pole   | Riccardo Patrese | Williams-Renault FW14        |                       | Ayrton Senna |
| 14. GP 29. září    | Španělsko Circuit de Catalunya (Výsledky)   |        | Závod            | Nigel Mansell                | Williams-Renault FW14 | Ayrton Senna |
| 14. GP 29. září    | Španělsko Circuit de Catalunya (Výsledky)   | Kolo   | Riccardo Patrese | Williams-Renault FW14        |                       | Ayrton Senna |
| 14. GP 29. září    | Španělsko Circuit de Catalunya (Výsledky)   | Pole   | Gerhard Berger   | McLaren-Honda MP4/6          |                       | Ayrton Senna |
| 15. GP 20. říjen   | Japonsko Suzuka (Výsledky)                  |        | Závod            | Gerhard Berger               | McLaren-Honda MP4/6   | Ayrton Senna |
| 15. GP 20. říjen   | Japonsko Suzuka (Výsledky)                  | Kolo   | Ayrton Senna     | McLaren-Honda MP4/6          |                       | Ayrton Senna |
| 15. GP 20. říjen   | Japonsko Suzuka (Výsledky)                  | Pole   | Gerhard Berger   | McLaren-Honda MP4/6          |                       | Ayrton Senna |
| 16. GP 3. listopad | Austrálie Adelaide (Výsledky)               |        | Závod            | Ayrton Senna                 | McLaren-Honda MP4/6   | Ayrton Senna |
| 16. GP 3. listopad | Austrálie Adelaide (Výsledky)               | Kolo   | Gerhard Berger   | McLaren-Honda MP4/6          |                       | Ayrton Senna |
| 16. GP 3. listopad | Austrálie Adelaide (Výsledky)               | Pole   | Ayrton Senna     | McLaren-Honda MP4/6          |                       | Ayrton Senna |

## Konečné hodnocení

### Jezdci
| *  | Jezdec             | Body |
| -- | ------------------ | ---- |
| 1  | Ayrton Senna       | 96   |
| 2  | Nigel Mansell      | 72   |
| 3  | Riccardo Patrese   | 53   |
| 4  | Gerhard Berger     | 43   |
| 5  | Alain Prost        | 34   |
| 6  | Nelson Piquet      | 26,5 |
| 7  | Jean Alesi         | 21   |
| 8  | Stefano Modena     | 10   |
| 9  | Andrea De Cesaris  | 9    |
| 10 | Roberto Moreno     | 8    |
| 11 | Pierluigi Martini  | 6    |
| 12 | JJ Lehto           | 4    |
| 13 | Michael Schumacher | 4    |
| 14 | Bertrand Gachot    | 4    |
| 15 | Satoru Nakadžima   | 2    |
| 16 | Mika Häkkinen      | 2    |
| 17 | Martin Brundle     | 2    |
| 18 | Eric Bernard       | 1    |
| 19 | Mark Blundell      | 1    |
| 20 | Julian Bailey      | 1    |
| 21 | Ivan Capelli       | 1    |
| 22 | Emanuele Pirro     | 1    |
| 23 | Aguri Suzuki       | 1    |
| 24 | Gianni Morbidelli  | 0,5  |

### Pohár konstruktérů
| *  | Vůz          | Body |
| -- | ------------ | ---- |
| 1  | McLaren      | 139  |
| 2  | Williams     | 125  |
| 3  | Ferrari      | 55,5 |
| 4  | Benetton     | 38,5 |
| 5  | Jordan       | 13   |
| 6  | Tyrrell      | 12   |
| 7  | Minardi      | 6    |
| 8  | Dallara      | 5    |
| 9  | Brabham      | 3    |
| 10 | Lotus        | 3    |
| 11 | Lola         | 2    |
| 12 | Leyton House | 1    |

### Národy
| * | Vůz            | Body |
| - | -------------- | ---- |
| 1 | Brazílie       | 139  |
| 2 | Itálie         | 80,5 |
| 3 | Velká Británie | 76   |
| 4 | Francie        | 60   |
| 5 | Rakousko       | 43   |
| 6 | Finsko         | 6    |
| 7 | Německo        | 4    |
| 8 | Japonsko       | 3    |

## Roční statistiky
| Vítězství           | Vůz         | Motor            | Národ             |
| ------------------- | ----------- | ---------------- | ----------------- |
| Ayrton Senna 7×     | McLaren 8×  | Honda 8×         | Brazílie 8×       |
| Nigel Mansell 5×    | Williams 7× | Renault 7×       | Velká Británie 5× |
| Riccardo Patrese 2× | Benetton 1× | Ford Cosworth 1× | Itálie 2×         |
| Nelson Piquet 1×    |             |                  | Rakousko 1×       |
| Gerhard Berger 1×   |             |                  |                   |

| Pole Position       | Vůz         | Motor      | Národ             |
| ------------------- | ----------- | ---------- | ----------------- |
| Ayrton Senna 8×     | McLaren 10× | Honda 10×  | Brazílie 8×       |
| Riccardo Patrese 4× | Williams 6× | Renault 6× | Itálie 4×         |
| Nigel Mansell 2×    |             |            | Velká Británie 2× |
| Gerhard Berger 2×   |             |            | Rakousko 2×       |

| Nejrychlejší kolo   | Vůz         | Motor            | Národ             |
| ------------------- | ----------- | ---------------- | ----------------- |
| Nigel Mansell 6×    | Williams 8× | Renault 8×       | Velká Británie 6× |
| Riccardo Patrese 2× | McLaren 4×  | Honda 4×         | Francie 3×        |
| Ayrton Senna 2×     | Ferrari 2×  | Ferrari 2×       | Brazílie 3×       |
| Gerhard Berger 2×   | Jordan 1×   | Ford Cosworth 2× | Itálie 2×         |
| Jean Alesi 1×       | Benetton 1× |                  | Rakousko 2×       |
| Alain Prost 1×      |             |                  |                   |
| Bertrand Gachot 1×  |             |                  |                   |

| Podium              | Vůz          | Motor            | Národ             |
| ------------------- | ------------ | ---------------- | ----------------- |
| Ayrton Senna 12×    | McLaren 18×  | Honda 19×        | Brazílie 15×      |
| Nigel Mansell 9×    | Williams 17× | Renault 17×      | Itálie 9×         |
| Riccardo Patrese 8× | Ferrari 8×   | Ferrari 8×       | Velká Británie 9× |
| Gerhard Berger 6×   | Benetton 3×  | Ford Cosworth 3× | Francie 8×        |
| Alain Prost 5×      | Dallara 1×   | Judd 1×          | Rakousko 6×       |
| Nelson Piquet 3×    | Tyrrell 1×   |                  | Finsko 1×         |
| Jean Alesi 3×       |              |                  |                   |
| JJ Lehto 1×         |              |                  |                   |
| Stefano Modena 1×   |              |                  |                   |

| Nejrychlejší GP | Jezdec           | Vůz           | Rychlost     |
| --------------- | ---------------- | ------------- | ------------ |
| Itálie          | Nigel Mansell    | Williams FW14 | 236,749 km/h |
| Německo         | Nigel Mansell    | Williams FW14 | 231,028 km/h |
| Velká Británie  | Nigel Mansell    | Williams FW14 | 211,209 km/h |
| Belgie          | Ayrton Senna     | McLaren MP4/6 | 209,883 km/h |
| Japonsko        | Gerhard Berger   | McLaren MP4/6 | 202,298 km/h |
| Mexiko          | Riccardo Patrese | Williams FW14 | 197,757 km/h |
| San Marino      | Ayrton Senna     | McLaren MP4/6 | 193,671 km/h |
| Portugalsko     | Riccardo Patrese | Williams FW14 | 193,626 km/h |
| Španělsko       | Nigel Mansell    | Williams FW14 | 187,586 km/h |
| Brazílie        | Ayrton Senna     | McLaren MP4/6 | 187,110 km/h |
| Francie         | Nigel Mansell    | Williams FW14 | 185,890 km/h |
| Kanada          | Nelson Piquet    | Benetton B191 | 185,520 km/h |
| Maďarsko        | Ayrton Senna     | McLaren MP4/6 | 167,857 km/h |
| USA             | Ayrton Senna     | McLaren MP4/6 | 149,706 km/h |
| Monako          | Ayrton Senna     | McLaren MP4/6 | 137,785 km/h |
| Austrálie       | Ayrton Senna     | McLaren MP4/6 | 129,170 km/h |

| Nejtěsnější vítězství | Vítěz   | Druhý   | Rozdíl    |
| --------------------- | ------- | ------- | --------- |
| Japonsko              | Berger  | Senna   | 0:00.344s |
| Austrálie             | Senna   | Mansell | 0:01.259s |
| Mexiko                | Patrese | Mansell | 0:01.336s |
| San Marino            | Senna   | Berger  | 0:01.675s |
| Belgie                | Senna   | Berger  | 0:01.901s |
| Brazílie              | Senna   | Patrese | 0:02.991s |
| Maďarsko              | Senna   | Mansell | 0:04.599s |
| Francie               | Mansell | Prost   | 0:05.003s |
| Španělsko             | Mansell | Prost   | 0:11.331s |
| Německo               | Mansell | Patrese | 0:13.779s |
| Itálie                | Mansell | Senna   | 0:16.262s |
| USA                   | Senna   | Prost   | 0:16.322s |
| Monako                | Senna   | Mansell | 0:18.348s |
| Portugalsko           | Patrese | Senna   | 0:20.941s |
| Kanada                | Piquet  | Modena  | 0:31.832s |
| Velká Británie        | Mansell | Berger  | 0:42.293s |